# Anuchin Glacier
Anuchin Glacier är en glaciär i Antarktis. Den ligger i Östantarktis. Norge gör anspråk på området. Anuchin Glacier ligger 776 meter över havet.
Terrängen runt Anuchin Glacier är varierad. Trakten är obefolkad. Det finns inga samhällen i närheten.